# Okręg wyborczy Penrith and The Border
Okręg wyborczy Penrith and The Border powstał w 1950 i wysyła do brytyjskiej Izby Gmin jednego deputowanego. Okręg obejmuje dystrykt Eden w Kumbrii, przedmieścia Carlisle oraz okolice miasta Wigton. Należy do największych okręgów wyborczych w Anglii.

## Deputowani do brytyjskiej Izby Gmin z okręgu Penrith and The Border
| Wybory | Deputowany          | Partia               |
| ------ | ------------------- | -------------------- |
| 1950   | Robert Donald Scott | Partia Konserwatywna |
| 1955   | William Whitelaw    | Partia Konserwatywna |
| 1983   | David Maclean       | Partia Konserwatywna |
| 2010   | Rory Stewart        | Partia Konserwatywna |